# AREA Science Park
L'Area di Ricerca Scientifica e Tecnologica di Trieste - AREA Science Park è un ente pubblico nazionale di ricerca controllato e vigilato dal Ministero dell'Università e della Ricerca; fu istituito nel 1978, si occupa di ricerca e innovazione e gestisce il Parco Scientifico e Tecnologico multisettoriale di Trieste. È presieduta dalla professoressa Caterina Petrillo.

## Operatività
Le attuali linee di attività sono:
1. Parco scientifico e tecnologico: attrazione delle migliori eccellenze e supporto alla crescita
2. Generazione d'impresa: supporto alle idee imprenditoriali
3. Innovazione e sistemi complessi: creazione di sistemi di innovazione per il supporto a imprese, organizzazioni, PA
4. Piattaforme tecnologiche: a supporto di attività di ricerca

## Consistenza
Parco scientifico e tecnologico

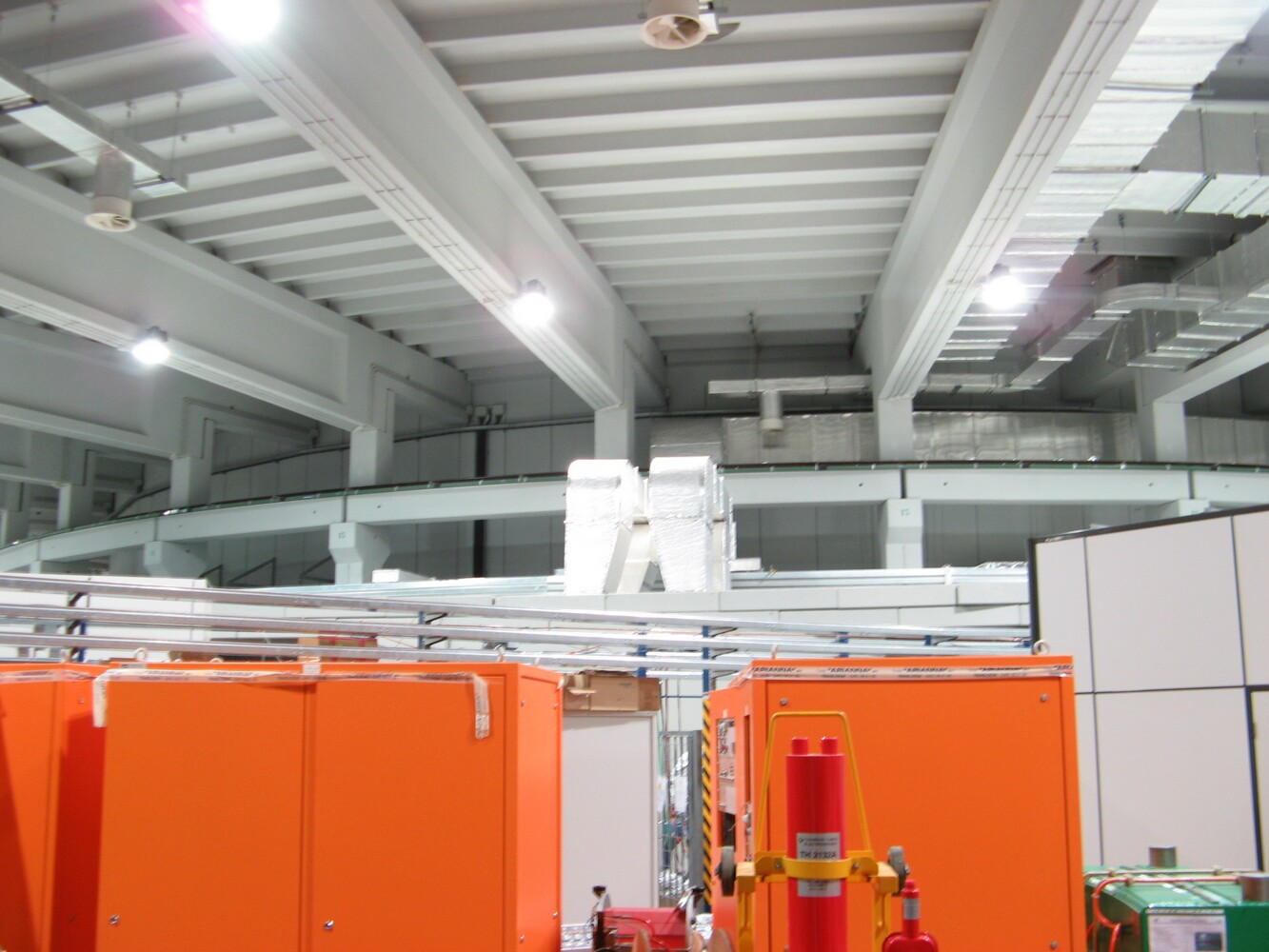
Elettra-Sincrotrone Trieste

- 89 aziende e centri di ricerca, fra cui Elettra-Sincrotrone Trieste e ICGEB[4]
- 2.400 ricercatori e manager in 3 campus[senza fonte]
- 94.000 m² di superficie attrezzata

Generazione d'impresa
- 1500+ idee imprenditoriali valutate[senza fonte]
- 195 percorsi imprenditoriali intrapresi
- 45 startup avviate

Innovazione
- più di 10 milioni di euro di progetti gestiti[5]
- 46 progetti gestiti (negli ultimi 3 anni)
- 315 aziende coinvolte in attività di trasferimento tecnologico (negli ultimi 3 anni)[senza fonte]
- più di 100 posti di lavoro per i giovani grazie alle borse di formazione finanziate nel Parco[senza fonte]

Piattaforme tecnologiche
- 34 linee di luce Sincrotrone
- più di 1000 ricercatori selezionati, provenienti da oltre 50 Paesi del mondo, utilizzano ogni anno la luce Sincrotrone[6][7]